# Копечеле (комуна)
Копечеле, Копашиль (рум. Copăcele) — комуна у повіті Караш-Северін в Румунії. До складу комуни входять такі села (дані про населення за 2002 рік):
- Зоріле (525 осіб)
- Копечеле (421 особа)
- Охаба-Митнік (274 особи)
- Руджиносу (137 осіб)

Комуна розташована на відстані 335 км на захід від Бухареста, 27 км на північний схід від Решиці, 73 км на південний схід від Тімішоари.

## Населення
За даними перепису населення 2002 року у комуні проживали 1357 осіб.
Національний склад населення комуни:
| Національність | Кількість осіб | Відсоток |
| -------------- | -------------- | -------- |
| українці       | 885            | 65,2%    |
| румуни         | 469            | 34,6%    |
| угорці         | 3              | 0,2%     |

Рідною мовою назвали:
| Мова       | Кількість осіб | Відсоток |
| ---------- | -------------- | -------- |
| українська | 885            | 65,2%    |
| румунська  | 469            | 34,6%    |
| угорська   | 3              | 0,2%     |

Склад населення комуни за віросповіданням:
| Релігія       | Кількість осіб | Відсоток |
| ------------- | -------------- | -------- |
| православні   | 1290           | 95,1%    |
| п'ятдесятники | 48             | 3,5%     |
| баптисти      | 10             | 0,7%     |
| римо-католики | 4              | 0,3%     |
| адвентисти    | 3              | 0,2%     |
| лютерани      | 1              | 0,1%     |